# Selenops anacaona
Espèce
Selenops anacaona est une espèce d'araignées aranéomorphes de la famille des Selenopidae.

## Distribution
Cette espèce est endémique de la province de Pedernales en République dominicaine,.

## Description
La femelle holotype mesure 9,28 mm

## Étymologie
Cette espèce est nommée en l'honneur d'Anacaona.

## Publication originale
- Crews, 2018 : Two new species of flattie spiders (Araneae: Selenopidae) and descriptions of undescribed males from the Caribbean. Zootaxa, no 4446(1), p. 125-137.